# アトックス
株式会社アトックス（英: ATOX CO., LTD.）は、東京都港区芝に本社を置く日本の原子力施設保守管理会社。

## 概要
原子力関連施設における各種事業、RI（放射性同位体）及び放射線医学事業関連事業、福島復興事業を行う。主なサービスに、放射性物質除染、放射線管理、設備の保守・運転、作業環境測定などがある。

## 沿革
- 1957年（昭和32年）11月 - 株式会社ビル清掃が茨城営業所（現・東海営業所）を設置
- 1962年（昭和37年）9月 - ビル清掃が商号をビル管理代行に変更
- 1964年（昭和39年）9月 - ビル管理代行が商号をビル代行に変更
- 1967年（昭和42年）4月 - ビル代行が本社に原子力関連作業部を設置
- 1980年（昭和55年）
  - 9月 - ビル代行原子力本部を分社化、株式会社原子力代行を設立（本社は東京都中央区銀座西）
  - 10月 - 本社を東京都中央区銀座に移転
- 1993年（平成5年）6月 - 株式会社アトックスに商号変更
- 1996年（平成8年）12月 - 本社を東京都中央区新富に移転
- 2000年（平成12年）4月 - ISO 9001を取得
- 2014年（平成26年）7月 - 本社を東京都港区芝に移転
- 2021年（令和3年）4月 - 川崎重工業から原子力事業を譲受

## 事業
- 原子力施設関連事業
  - 設備運転・保守
  - 放射線管理
  - 工事・除染
  - 放射性廃棄物処理
  - 廃止措置工事
  - 設備・プラント工事
- 福島復興事業[2][3]
  - 廃炉工事
  - 設備工事
  - 放射線管理・分析
  - 環境施設
  - 地域復興
  - 倉庫業
- ライフサイエンス事業
  - RI研究施設支援
  - 放射性物質除去
  - 放射線管理
  - 環境測定
  - 放射線管理手帳発行・放射線教育
  - 核医学医療関連
- 機器物品販売事業

## 事業所
- 本社：東京都港区
- 技術開発センター：千葉県柏市
- エンジニアリングサービスセンター：東京都足立区
- 技能訓練センター：福島県双葉郡
- 福島復興支社：福島県双葉郡
- 泊事業所：北海道古宇郡
- 大間準備事務所：青森県下北郡
- 東通事業所：青森県下北郡
- 六ケ所事業所：青森県上北郡
- 女川事業所：宮城県牡鹿郡
- 柏崎刈羽事業所：新潟県柏崎市
  - 志賀作業所：石川県羽咋郡
- 原電事業所：茨城県那珂郡
- 浜岡事業所：静岡県御前崎市
- 敦賀事業所：福井県敦賀市
  - ふげん作業所：福井県敦賀市
- 若狭事業所：福井県大飯郡
  - 美浜作業所：福井県三方郡
  - 高浜作業所：福井県大飯郡
- 島根事業所：島根県松江市
- 四国事業所：愛媛県西宇和郡
- 玄海事業所：佐賀県東松浦郡
- 川内事業所：鹿児島県薩摩川内市

### 営業所
- 東海営業所：茨城県那珂郡
- 伊達営業所：福島県伊達市
- 大洗営業所：茨城県東茨城郡
- 東京営業所（東地区測定センター）：千葉県柏市
- 大阪営業所（西地区測定センター）：大阪府吹田市

### 事務所
- 札幌事務所：北海道札幌市
- 仙台事務所：宮城県仙台市
- 名古屋事務所：愛知県名古屋市
- 大阪事務所：大阪府吹田市
- 広島事務所：広島県広島市
- 高松事務所：香川県高松市
- 福岡事務所：福岡県福岡市

## 関連会社
- グローブシップ株式会社
- 株式会社エフ・ティ販売
- 株式会社青森クリエイト
- 株式会社福島クリエイト
- 株式会社西日本クリエイト